# 1990-е в боксе
Бой десятилетия 1990-х годов — неофициальное название профессионального боксёрского поединка между Феликсом Тринидадом и Оскаром Де Ла Хойей, состоявшегося 18 сентября 1999 года в Лас-Вегасе, штат Невада, США. Поединок прошёл в полусреднем весе и был объединительным боем за титулы чемпионов мира по версиям IBF и WBC.

## Предыстория
К концу 1990-х годов Тринидад и Де Ла Хойя были главными звёздами дивизиона. Оба имели статус непобеждённых чемпионов и представляли боксерские школы двух стран с сильными традициями — Пуэрто-Рико и США. Поединок активно продвигался как «Супербой» и получил масштабный коммерческий успех.

## Ход боя
Первые девять раундов прошли под контролем Де Ла Хойи, который успешно работал джебом и уходил от атак Тринидада. Однако в последних трёх раундах Оскар стал действовать пассивно, полагая, что уже обеспечил себе победу. Это позволило Тринидаду набрать очки и переломить мнение судей.

## Результат
Тринидад победил решением большинства: двое судей отдали победу ему со счётом 115–114, третий — зафиксировал ничью. Таким образом, Феликс Тринидад объединил титулы и остался непобеждённым.

## Наследие
Поединок вызвал ожесточённые споры среди экспертов и фанатов. Многие считают, что победа должна была достаться Де Ла Хойе, однако его пассивность в концовке боя сыграла ключевую роль. Несмотря на это, бой вошёл в историю как одно из самых ярких событий десятилетия и получил статус «Боя десятилетия 1990-х» среди нескольких спортивных изданий.